# Cal Doixo
Cal Doixo és un edifici del municipi dels Omellons (Garrigues) que forma part de l'Inventari del Patrimoni Arquitectònic de Catalunya.

## Descripció
És un habitatge familiar estructurat en planta baixa i dos pisos superiors. La façana, restaurada a mitjans dels noranta del segle xx, mostra una gran severitat compositiva. Les obertures estan alineades tres a cada pis, a excepció de la planta baixa, on hi ha dues grans portes, una d'arc rebaixat i l'altre amb dovelles de pedra vista més grans i d'arc de mig punt; una d'elles té inscrita la data "1875". Al primer pis hi ha tres balcons i al segon, finestres amb ampits motllurats. Totes les obertures estan remarcades per grans carreus de pedra vista. L'únic element decoratiu, a més de les ja esmentades motllures, és la sanefa feta de maó a la cornisa que dona gran plasticitat.
Aquesta casa antigament fou propietat de Batiste Llorach, membre d'una important família de la població.